# Залізнична колія

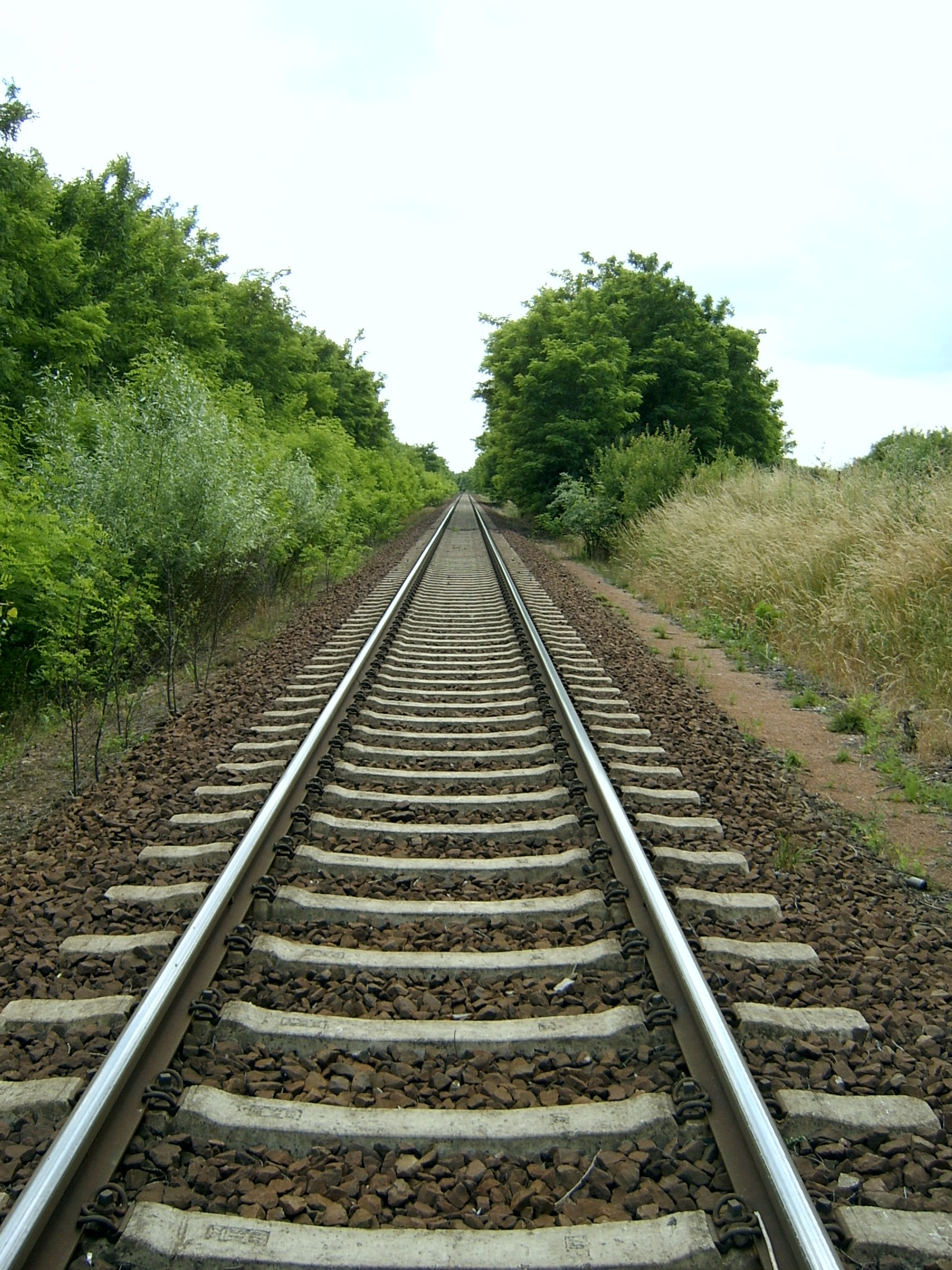
Залізнична колія

Залізнична колія — комплекс інженерних споруд та пристроїв, що утворюють дорогу із рейковою колією, призначених пропускати залізничний рухомий склад із установленою швидкістю. Основні елементи залізничної колії: верхня будова — рейки із скріпленнями, стрілочні переводи, шпали, баластний шар; нижня будова — земляне полотно, мости, естакади, тунелі, труби і спеціальні споруди для пропуску води, підпірні стіни, укріплювальні і захисні споруди. Ширина широкої колії в Україні 1520 мм (за кордоном найчастіше 1435 мм), вузької — 750 мм.
При експлуатації залізничної колії виникають локальні просадки, перекоси, нерівності, які ліквідуються спеціальною операцією виправки колії. Це одна з важких і трудомістких операцій по поточному підтриманню залізничної колії в робочому стані.
Виправка залізничної колії включає піднімання рейко-шпальної решітки на певну висоту, баластування та підбивку баласту під шпали. На кар'єрах для виконання цих робіт застосовуються гідравлічні домкрати, здатні піднімати колію на висоту 200 мм, підіймально-розпушуючі пристрої (висота підйому колії — до 400 мм), колієремонтні, виправно-підбивні, колієпересувні та інші машини циклічної дії.